# 天道盟天螺會
天道盟天螺會，是臺灣三大犯罪組織之一的天道盟旗下的分會，並所屬於松山會。

## 簡介
天螺會前身為「青年企業社」。「青年企業社」於2003年12月在雲林縣虎尾鎮文科路的「利豐黑鮪魚專賣店」成立。2004年2月中旬，該社改組加入天道盟松山會，為西螺分會。主要活動範圍在雲林縣虎尾鎮及土庫鎮。

## 高層幹部
- 會長:張瑞欽
- 副會長:張瑞林
- 組長:張安順
- 組長:王安吉
- 組長:陳佳宏